# Jaderná elektrárna Nine Mile Point
Jaderná elektrárna Nine Mile Point (anglicky South Texas Nuclear Power Plant) je provozní jaderná elektrárna ve Spojených státech. Nachází se asi 8 kilometrů severovýchodně od města Oswego ve státě New York, na břehu jezera Ontario. Areál se rozkládá na rozloze 360 hektarů v těsném sousedství s jadernou elektrárnou Fitzpatrick. Dva bloky elektrárny mají v součtu hrubý elektrický výkon 1962 MW. Elektrárnu z většiny vlastní a provozuje Exelon.

## Historie a technické informace

### Výstavba
Výstavba prvního blok byla oficiálně zahájena dne 12. dubna 1965. Jedná se o varný reaktor BWR-2 od General Electric. Jeho hrubý výkon dosahuje 642 MW a čistý výkon, který je odesílán do sítě činí 613 MW.
Druhý blok začal být budován dne 1. srpna 1975. Jedná se o varný reaktor BWR-5 od General Electric. Hrubý výkon bloku dosahuje 1320 MW a čistý výkon, který je odesílán do sítě je 1277 MW. Druhý blok je chlazen pomocí chladicí věže o výšce 165,5 metrů.

### Uvedení do provozu
První blok byl po čtyřech letech výstavby uveden do kritického stavu dne 5. září 1969. Přifázování generátoru k síti proběhlo dne 9. listopadu 1969. Do komerčního provozu blok přešel dne 1. prosince 1969.
Druhý blok přešel do kritického stavu dne 23. května 1987. Připojení k rozvodní síti bylo provedeno 8. srpna 1987 a komerční provoz následoval 11. března 1988. Náklady na druhý blok se vyšplhaly na 8,5 miliardy amerických dolarů.
První blok má od NRC udělenou provozní licenci do 22: srpna 2029. Druhý do 31. října 2046.

### Rozšíření
Unistar Nuclear, společný podnik mezi Constellation Energy a EDF, koncem roku 2008 oznámil, že oznámil NRC svůj plán předložit žádost o kombinovanou stavební a provozní licenci na třetí blok elektrárny. Měli v úmyslu vybudovat jaderný reaktor EPR. O méně než rok později však společnost Unistar požádala o dočasné pozastavení přezkumu žádosti a v roce 2013 žádost zcela stáhla kvůli nedostatku záruk.

### Okolní obyvatelstvo
NRC definuje dvě zóny havarijního plánování kolem jaderných elektráren. První o poloměru 16 kilometrů, která se týká především vystavení radioaktivní kontaminace vzduchu a poté druhou o poloměru 80 kilometrů, jež se zabývá kontaminací potravin a vody.
Podle studie NRC zveřejněné v srpnu 2010 byl odhad každoročního rizika zemětřesení dostatečně silného na to, aby způsobilo poškození aktivní zóny reaktoru 1 ku 238 095 pro blok 1 a 178 571 pro blok 2.

## Informace o reaktorech
| Reaktor           | Typ reaktoru  | Výkon   | Výkon   | Zahájení výstavby | Připojení k síti | Uvedení do provozu | Uzavření |
| Reaktor           | Typ reaktoru  | Čistý   | Hrubý   | Zahájení výstavby | Připojení k síti | Uvedení do provozu | Uzavření |
| ----------------- | ------------- | ------- | ------- | ----------------- | ---------------- | ------------------ | -------- |
| Nine Mile Point-1 | BWR-2 218-532 | 613 MW  | 642 MW  | 12. 4. 1965       | 9. 11. 1969      | 1. 12. 1969        |          |
| Nine Mile Point-2 | BWR-5 251-764 | 1277 MW | 1320 MW | 1. 8. 1975        | 8. 8. 1987       | 11. 3. 1988        |          |